# 1420 Radcliffe
Az 1420 Radcliffe (ideiglenes jelöléssel 1931 RJ) a Naprendszer kisbolygóövében található aszteroida. Karl Wilhelm Reinmuth fedezte fel 1931. szeptember 14-én, Heidelbergben.